# Paches
Paches was een Atheense generaal tijdens de Peloponnesische Oorlog. In 428 v.Chr. werd hij met duizend hoplieten naar Lesbos gestuurd om de opstandige stad Mytilini in te nemen. Hij sloot de stad zowel ter land als ter zee in. 
Hij zette zich, met Kleon en Nikias, in voor extra belastingheffing in Athene om de oorlog te kunnen bekostigen. Dit werd mede ingegeven door het feit dat er een risico was dat de opstand zich vanuit Mytilini verder zou verspreiden. Nadat Mytilene zich in 427 v.Chr. had overgegeven, zond Paches een gezantschap van Mytileniërs naar Athene om een regeling te treffen. De onverbiddelijke Atheners besloten op voorstel van Kleon alle volwassen mannen te doden en gaven Paches hiertoe opdracht. Later werd dit besluit herroepen en werden alleen de duizend mannen ter dood gebracht die Paches eerder als schuldig aan de opstand had aangewezen.